# Jayagiri (Sindangbarang)
Jayagiri is een bestuurslaag in het regentschap Cianjur van de provincie West-Java, Indonesië. Jayagiri telt 7119 inwoners (volkstelling 2010).